# Robert Jamieson Crow
Robert Jamieson Crow (* 1956 in London) ist ein Komponist und Musikwissenschaftler englischer Herkunft, der in Österreich tätig ist.

## Biografie
Crow studierte Komposition und Violine an verschiedenen Universitäten, u. a. bei Robin Holloway, Gordon Crosse und Alexander Goehr am King's College (Cambridge), bei Sidney Griller an der Royal Academy of Music (London), bei Cesar Bresgen sowie Sándor Végh am Mozarteum (Salzburg) und promovierte der Universität Innsbruck. Bis etwa 1990 war er als Violinist in mehreren Ensembles tätig, die hauptsächlich zeitgenössische Musik interpretierten. Darunter waren das Österreichische Ensemble für Neue Musik, das Ensemble des 20. Jahrhunderts, das Almeida Ensemble (London), das Cardiff Laboratory Theatre sowie Sándor Véghs Camerata Academica.
Crow schreibt Instrumental- und Vokalmusik mit dramatischer Prägung. Neben Konzertwerken hat er eine Reihe pädagogischer Werke komponiert.

## Publikationen
Bücher:
- Robert Jamieson Crow: Die „Ungewissheit, sich zu entschließen“: Musikalische Verwirrspiele. innsbruck university press, Innsbruck 2009, ISBN 978-3-902571-61-8.

Beiträge zu:
- Institute for European Studies, Vienna 2001: Austro-German ‚Neue Musik‘ and the English musical tradition.
- Forum zur Wahrnehmung zeitgenössischer Musik, Universität Graz 2001: Widerspruch zwischen tradierten Hörmodellen und werkspezifischen Strukturen als Quelle der kompositorischen Idee (online verfügbar, PDF 660 KB (Memento vom 24. Juni 2021 im Internet Archive); in: Beiträge zur Elektronischen Musik, Graz 2002).
- Deutsche Gesellschaft für Musiktheorie, Dresden 2001: Wandel in der theoretischen Erfassung der Modulation: ein Fallbeispiel der Kluft zwischen der modernen Harmonielehre und ihren eigenen Unterrichtsgegenstand. (In: Kongressbericht 2001)
- European Analysis Conference, Bristol University 2002: Competition between structural and cognitive models as a source of compositional idea in the music of the twentieth century.
- Colloquium Horror Novitatis, Brno 2002: Die Befreiung des Klangs als Figur in der Musik des 20. Jahrhunderts. (In: Kongressbericht 2004)
- Deutsche Gesellschaft für Musiktheorie, München 2002: Unvereinbare Logiken: Gedanken zu einer unüberzeugende Modulation. (In: Kongressbericht 2002)
- European Society for the Cognitive Sciences of Music, Graz 2004 (zusammen mit Manfred Bartmann): Cognitive confusion as compositional subject matter: viewpoints from music theory and modern psychology.
- Gustav-Mahler-Vereinigung, Beitrag zum Programmheft, Festival Wörthersee Classics, 2003: Mahler und das Neue.